# Karmelietenkerk (Waver)
De Karmelietenkerk (Frans: église des Carmes Chaussés) van Waver is een gebouw in barokstijl dat deel uitmaakte van het voormalige karmelietenklooster in Waver. Het heringerichte gebouw, dat sinds 1809 in het bezit is van de stad Waver, herbergt een deel van de stadsdiensten.

## Geschiedenis
De kerk van het klooster van de karmelieten werd in 1662 opgericht. Het werd in 1695 door een brand verwoest en heropgebouwd rond 1720.
De Karmelieten werden in 1797uit hun klooster verdreven door Franse revolutionairen; het klooster werd daarop in 1809 door de stad Waver gekocht, die er de gemeentelijke administratie in zou onderbrengen.
Beschadigd door een Duits bombardement in mei 1940, wordt de kerk gerestaureerd na de Tweede Wereldoorlog.
Het gebouw herbergt het stadhuis van Waver en is sinds 8 maart 1938 als beschermd historisch monument geklasseerd.

## Referentie
- Dit artikel of een eerdere versie ervan is een (gedeeltelijke) vertaling van het artikel Église des Carmes Chaussés de Wavre op de Franstalige Wikipedia, dat onder de licentie Creative Commons Naamsvermelding/Gelijk delen valt. Zie de bewerkingsgeschiedenis aldaar.